# Der er et yndigt land
Der er et Yndigt Land (Există o țară iubită) este unul dintre imnurile naționale ale Danemarcei. Versurile au fost scrise în 1819 de Adam Oehlenschläger și a purtat motto latin: Ille terrarum mihi praeter omnes angulus ridet (Horațiu: "Acest colț al pământului zâmbește pentru mine mai mult decât oricare alt loc"). Muzica a fost compusă în 1835 de Hans Ernst Krøyer. Mai târziu, Thomas Laub și Carl Nielsen fiecare au compus melodii alternative, dar nici unul dintre ei nu a câștigat adoptarea pe scară largă, iar astăzi ele sunt în mare parte necunoscute populatiei.
Acesta nu este singurul imn al țării, există și Imnul Regal (Kong Kristian), ambele melodii aflându-se pe picior de egalitate, cele două imnuri cântându-se de obicei unul după altul în ceremoniile oficiale.